# Gastrophryne usta
Gastrophryne usta är en groddjursart som först beskrevs av Cope 1866.  Gastrophryne usta ingår i släktet Gastrophryne och familjen Microhylidae. IUCN kategoriserar arten globalt som livskraftig. Inga underarter finns listade i Catalogue of Life.